# Mitromorpha monodi
Mitromorpha monodi é uma espécie de gastrópode do gênero Mitromorpha, pertencente a família Mitromorphidae.